# Tetera de Utah

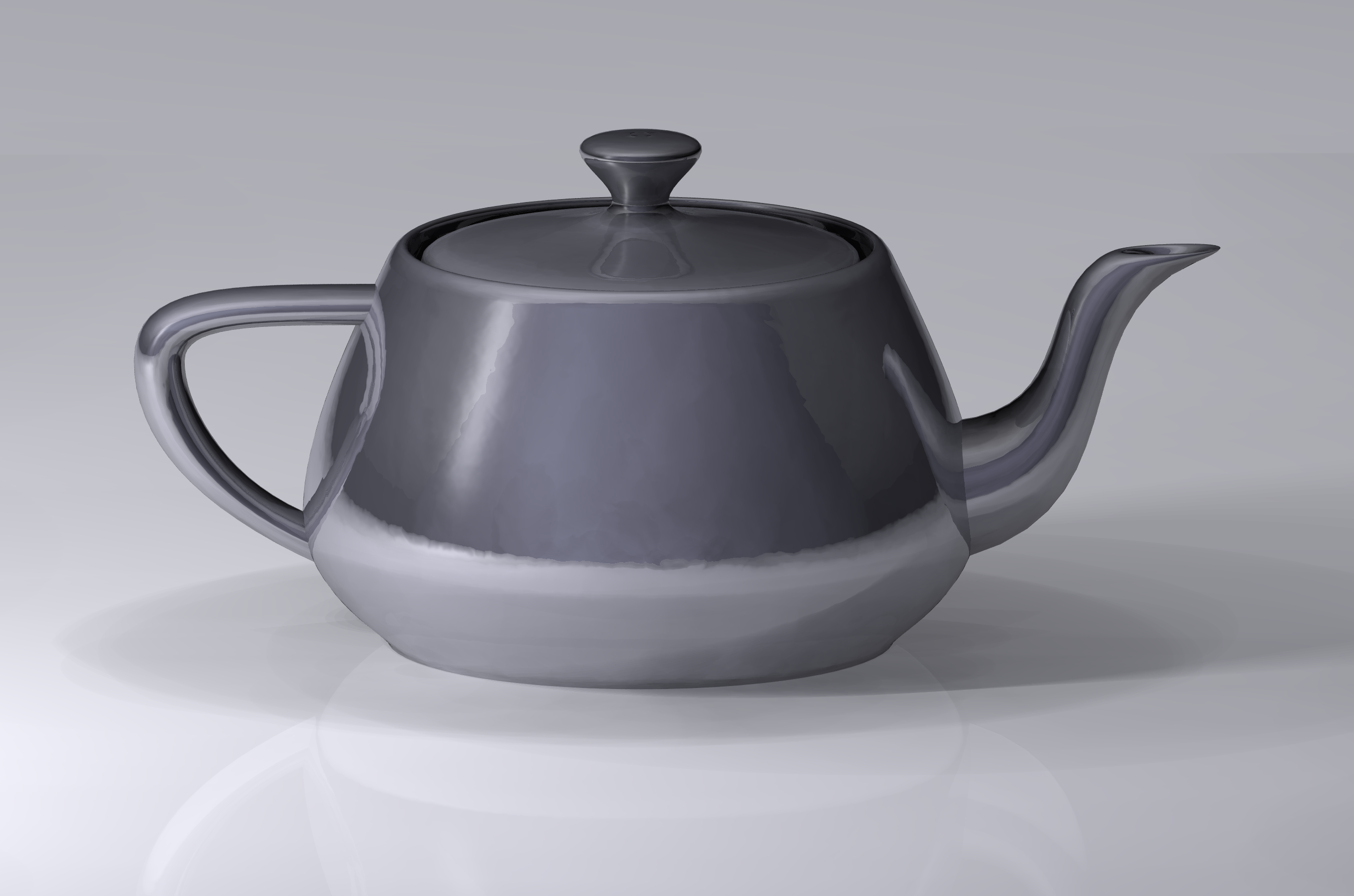
La tetera de Utah.

La tetera de Utah o tetera de Newell és un gràfic 3D, que s'ha convertit en un objecte de referència estàndard (i una mica de broma) a la comunitat de gràfics per ordinador. Es tracta d'un model matemàtic d'una tetera ordinària de forma bastant simple, que sembla sòlida, cilíndrica i parcialment convexa.
Es considera que la tetera primitiva és l'equivalent a un programa "Hola món", com a forma de crear una escena 3D senzilla amb un model una mica complex, que serveixi de referència de geometria bàsica per a la configuració de l'escena i la llum. Algunes biblioteques de programació, com ara OpenGL Utility Toolkit, fins i tot tenen funcions dedicades a dibuixar teteres.
El model de tetera va ser creat el 1975 per un dels primers investigadors de gràfics per ordinador, Newell Martin, membre del pioner programa de gràfics a la Universitat de Utah.

## Història
Per la seva tasca, Newell necessitava un model matemàtic senzill d'un objecte conegut. La seva dona, Sandra Newell, va suggerir modelar el seu servei de te, ja que es trobaven a l'hora de prendre un te. Va esbossar la tetera de mà lliure mitjançant paper gràfic i un llapis. Després, va tornar al laboratori informàtic i va editar els punts de control béziers, de nou a mà.

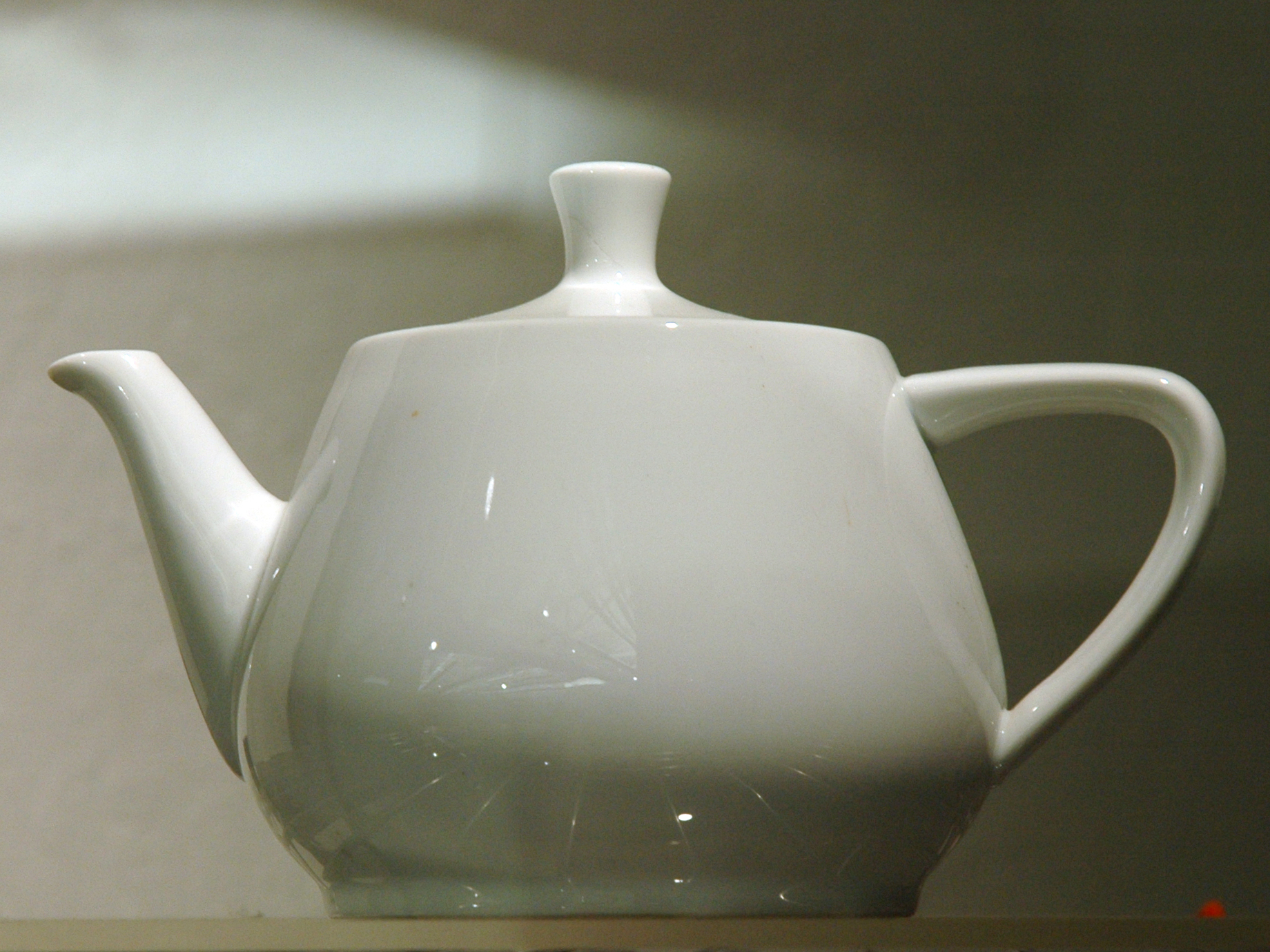
La tetera Melitta real, modelada per Martin Newell es mostra al Computer History Museum a Mountain View, Califòrnia (1990 – present)

La forma de la tetera contenia una sèrie d'elements que el feien idònia per a les capacitats gràfiques de l'època: era rodona, contenia punts de sella, tenia un genus major que zero a causa de el forat del mànec podria projectar una ombra sobre si mateix i podria mostrar-se amb precisió sense una textura superficial.
Newell va elaborar les dades matemàtiques que descrivien la geometria de la tetera (un conjunt de coordenades tridimensionals) disponibles públicament, i aviat altres investigadors van començar a utilitzar les mateixes dades per als seus experiments en computació. Aquests investigadors necessitaven alguna cosa amb les mateixes característiques que Newell tenia, i l'ús de les dades de la tetera significava que no havien d'escriure laboriosament dades geomètriques per a un altre objecte. Tot i que el progrés tècnic ha suposat que la representació de la tetera ja no és el repte que era l'any 1975, la tetera va continuar sent utilitzada com a objecte de referència per a tècniques gràfiques cada vegada més avançades.
Durant les dècades següents, les edicions de revistes informàtiques (com ara la SIGGRAPH de les revistes informàtiques de gràfics (ACM) van publicar regularment versions de la tetera: facetades o ombrejades, de filferro, accidentades, es van crear teteres de pell translúcida, refractiva, fins i tot de lleopard i peludes.
No tenint cap superfície per representar la seva base, el model de tetera original no es pretenia veure des de baix. Les versions posteriors del conjunt de dades van solucionar això.
La tetera real té un ~ 33% més alta (raó 4:3) que el model informàtic. Jim Blinn va declarar que va escalar el model en l'eix vertical durant una demostració al laboratori per demostrar que podia manipular-lo. Van preferir l'aparença d'aquesta nova versió i van decidir desar el fitxer d'aquesta preferència.
La tetera física original es va comprar a una botiga ZCMI de complements a Salt Lake City) el 1974. Va ser donada al The Computer Museum de Boston el 1984, on es va mostrar fins al 1990. Ara resideix en la col·lecció efímera al Computer History Museum de Mountain View, Califòrnia on es cataloga com a "tetera utilitzada per a gràfics computacionals" i té el número de catàleg X00398.1984. Versions de la tetera encara es venen avui en dia a Frisia Porzellan a Alemanya, que eren els creadors originals de la tetera, ja que eren part del grup Melitta.
Les versions del model de tetera (o escenes de mostra que el contenen) es distribueixen o estan disponibles de manera gratuïta per a gairebé tots els programes de representació i modelització actuals i fins i tot de moltes API gràfiques, incloses AutoCAD, Houdini, Lightwave 3D, MODO, POV-Ray, 3ds Max i les biblioteques auxiliars OpenGL i Direct3D. Alguns renderitzadors compatibles recolzen la tetera com a geometria integrada cridant a RiGeometry("teapot", RI_NULL). Juntament amb els cubs i les esferes esperades, la biblioteca GLUT fins i tot proporciona la funció glutSolidTeapot() com a primitiva gràfica, igual que la contrapart Direct3D D3DX (D3DXCreateTeapot()). Tanmateix, la versió 11 de DirectX no proporciona aquesta funcionalitat. Mac OS X Tiger i Leopard també inclouen la tetera com a part de Quartz Composer; La tetera de Leopard suporta 'bump mapping'. BeOS incloïa una petita demostració d'una tetera 3D giratòria, destinada a mostrar les instal·lacions multimèdia de la plataforma.
Les escenes de tetera s'utilitzen comunament per als auto-test i els paràmetres del renderitzador.

## Aparicions
Una famosa imatge de feta amb traces de raigs, realitzada per James Arvo i David Kirk el 1987, mostra sis columnes de pedra, cinc de les quals estan sustentades pels sòlids platònics (tetraedre, cub, octaedre, dodecaedre, icosaedre). La sisena columna admet una tetera. La imatge es titula "Els Sis Sòlids Platònics", amb Arvo i Kirk anomenant a la tetera "el recentment descobert Teapotaedre". Aquesta imatge va aparèixer a les portades de diversos llibres i revistes informàtiques.
La tetera de Utah apareix de vegades a l'estalvi de pantalla "Pipes" enviat amb Microsoft Windows, però només en versions anteriors a Windows XP i s'ha inclòs al "poliedre" XScreenSaver piratejat des de 2008.
Jim Blinn (en un dels seus vídeos Project MATHEMATICS!) Mostra una versió divertida (però trivial del teorema de Pitàgores: Construir una tetera (2D) a cada costat d'un triangle dret i la zona de la tetera de la hipotenusa és igual a la suma de les àrees de les teteres dels altres dos costats.
La pel·lícula de CGI de 1980 de Loren Carpenter, Vol Libre, inclou la tetera, que apareix breument al començament i al final de la pel·lícula en primer pla amb un paisatge de muntanya fractalitzat.
Les API gràfiques  Vulkan i OpenGL ofereixen la tetera de Utah juntament amb Stanford Dragon i Stanford Bunny en les seves insígnies.

## En la cultura popular
Amb l'adveniment del primer curtmetratge generat per ordinador i procedint de llargmetratges, s'ha convertit en una 'broma privada' l'amagar la tetera de Utah en una de les escenes de la pel·lícula. Per exemple, a la pel·lícula Toy Story , la tetera de Utah apareix en una petita escena de festa de te. La tetera també apareix a l'episodi "Treehouse of Horror VI " de The Simpsons en què Homer descobreix la "tercera dimensió". També apareix a la pel·lícula de Pixar Monsters, Inc. a la taula del dormitori de Boo. A  The Sims 2 , una imatge de la tetera de Utah és una de les pintures disponibles per comprar en el joc, titulada "Handle and Spout ".

## Impressió en 3D
A través de la impressió 3D, la tetera de Utah ha anat completant el cicle de ser un model informàtic basat en una tetera real per ser una tetera real basada en el model informàtic. Està àmpliament disponible en moltes representacions en diferents materials, des de petites armilles de plàstic fins a una tetera de ceràmica totalment funcional. De vegades es fa intencionalment com un objecte per celebrar el seu origen com a model informàtic.
El 2009, un estudi de disseny belga, Unfold 3D va imprimir la tetera de Utah en ceràmica amb l'objectiu de retornar la tetera iconogràfica a les seves arrels com a peça de vaixella funcional mentre mostrava la seva condició d'icona del món digital.
El 2015, l'empresa basada a Califòrnia i l'autodenominada "Make-Tank", Emerging Objects, va seguir el pas, però aquesta vegada va imprimir la tetera, juntament amb les tasses i les culleretes de te, formant un joc de te real.

## Model original de tetera
La tetera original basada en la tetera de Utah encara està disponible a Friesland Porzellan. Originalment es deia clarament "Haushaltsteekanne" (Household Teapot); l'empresa només va saber sobre la "fama" del seu producte l'any 2017, amb la qual cosa es renombrà oficialment "Tetera de Utah". Està disponible en tres mides diferents, la que Martin Newell havia utilitzat és el "1,4L Utah Teapot". 

## Galeria

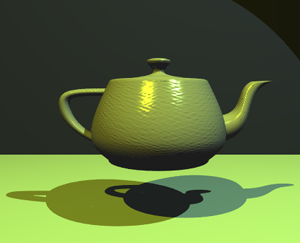
La tetera de Utah
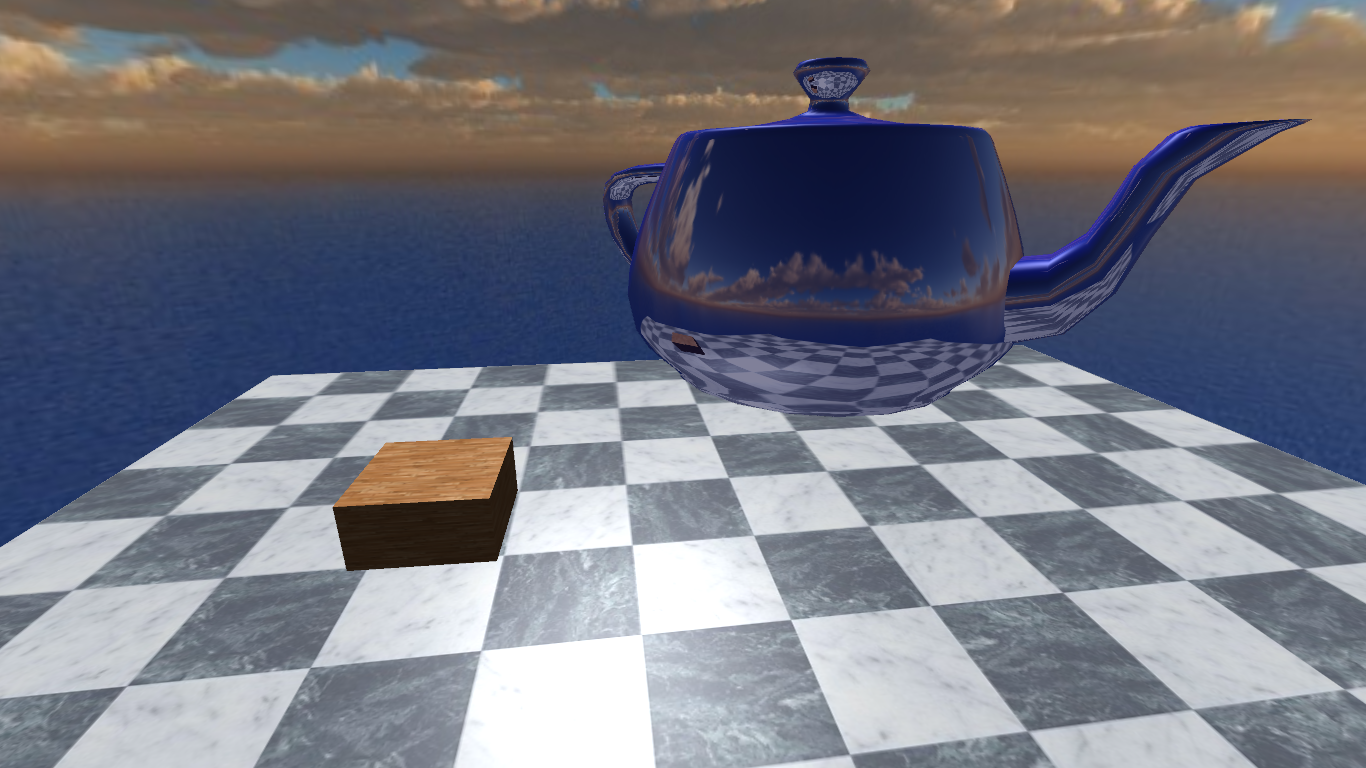
La tetera que demostra el mapatge de l'entorn